# Nelson (rijeka)
Nelson (engleski: Nelson River) je rijeka u Kanadi duga 644 km, koja zajedno sa rijekom Saskatchewanom formira plovni put dug 2 575 km koji se proteže do kanadskog Stjenjaka na zapad. 

## Zemljopisne karakteristike
Nelson izvire iz jezera Winnipega u kanadskoj provinciji Manitobi odatle teče prema sjeveroistoku do svog ušća u Hudsonov zaljev. 
Rijeka Nelson je porječja velikog oko 1 150 000 km², na rijeci su podignute dvije velike hidoelektrane Kelsey, oko 240 km nizvodno od jezera Winnipega i nešto niže još jedna kod slapova Kettle. 
Duž rijeke ide i trasa željezničke pruge prema Hudsonovom zaljevu.

## Vanjske poveznice
- Nelson River na portalu Encyclopædia Britannica (engl.)